# Meunasah Kumbang (Ulim)
Meunasah Kumbang is een bestuurslaag in het regentschap Pidie Jaya van de provincie Atjeh, Indonesië. Meunasah Kumbang telt 361 inwoners (volkstelling 2010).